# Quintanatello de Ojeda

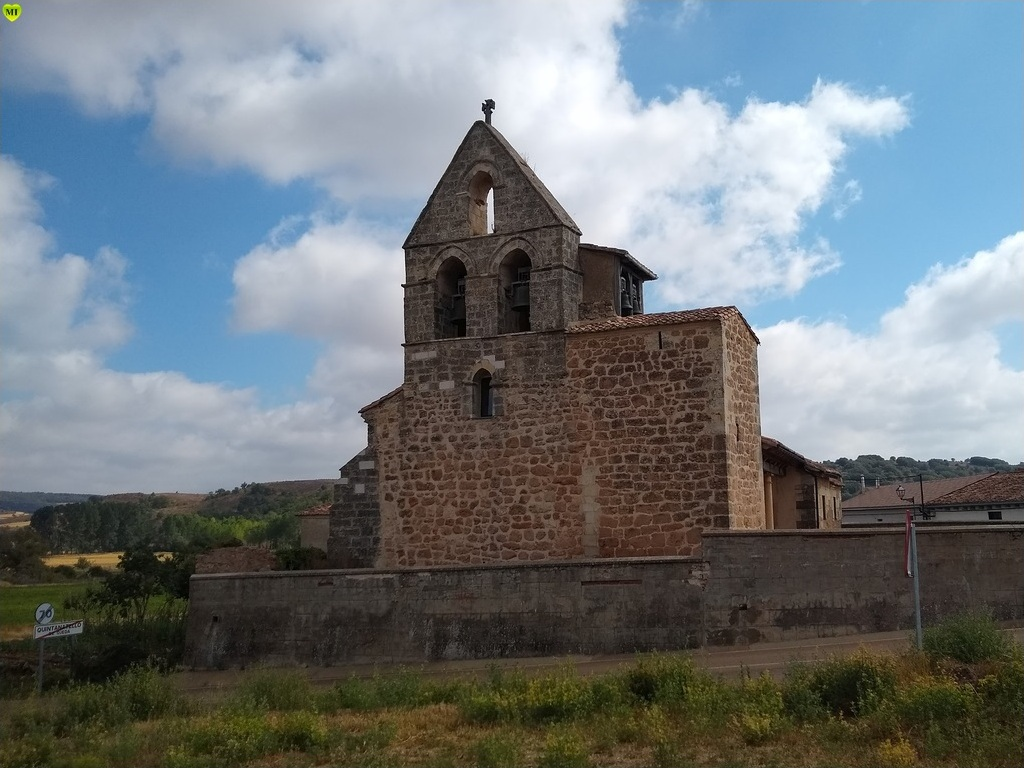
Iglesia parroquial de la Asunción

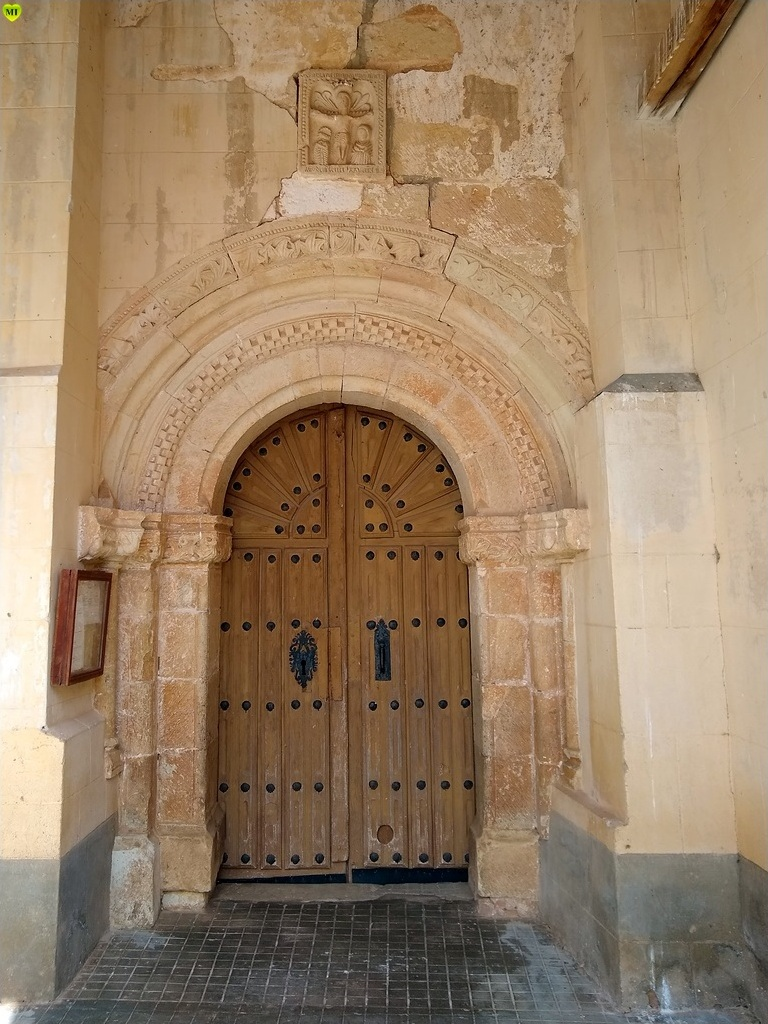
Portada de la iglesia

Quintanatello de Ojeda es una pedanía del municipio de Olmos de Ojeda en la comarca de Boedo-Ojeda provincia de Palencia, en la comunidad autónoma de Castilla y León, España.

## Situación
Quintanatello de Ojeda es un pueblo de la montaña palentina situado en la mitad del tramo de carretera entre Cervera de Pisuerga y Herrera de Pisuerga, a una distancia de 3 km de Olmos de Ojeda.

## Datos básicos
- Código postal: 34485.
- Su alcalde pedáneo es Avelino Salvador Casado.
- Instituto cercano: Herrera de Pisuerga.

### Coordenadas

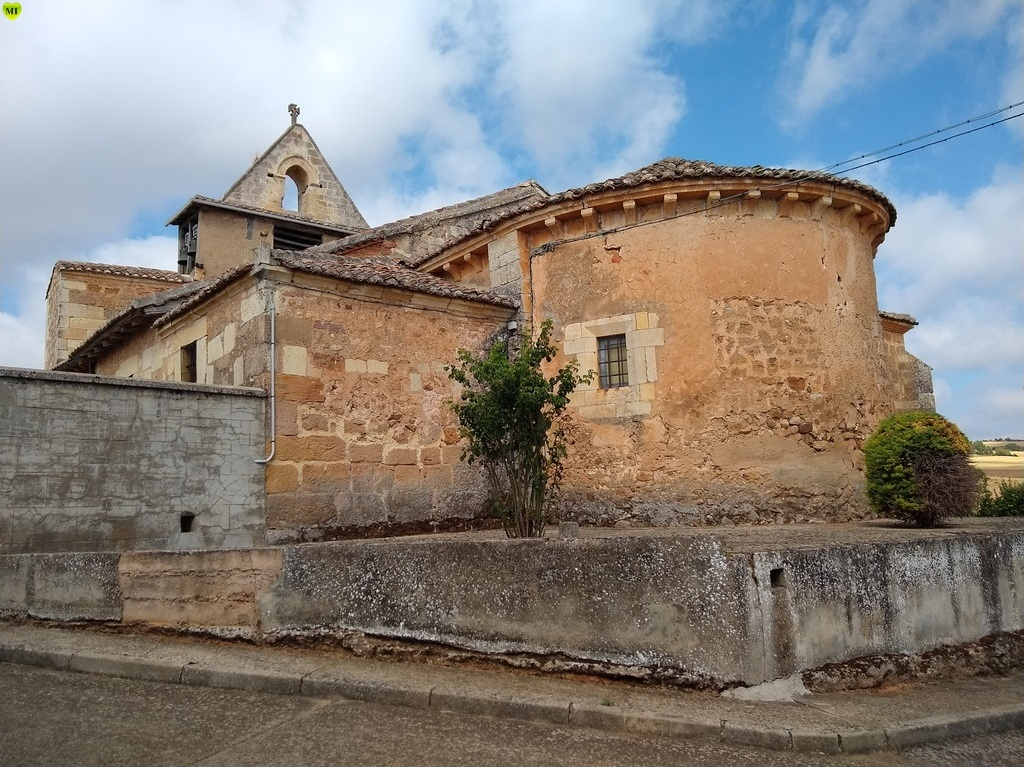

- Latitud 42°45′ N
- Longitud 4°28′ O.
- Altitud: 960 m s. n. m.

## Contexto geográfico
Su geografía se caracteriza por los manantiales que surcan los valles, como los de Fuente la Mora y Valdelasfuentes.
El pueblo está surcado por el río Burejo (que nace en Colmenares de Ojeda), afluente del Río Pisuerga, afluente a su vez del Río Duero.

## Demografía
Evolución de la población en el siglo XXI
| Gráfica de evolución demográfica de Quintanatello de Ojeda entre 2000 y 2020 |
|                                                                              |
| Población de derecho (2000-2020) según el padrón municipal del INE           |

## Economía local
Los principales productos que se cultivan son el cereal y la patata. 
Se conservan viviendas construidas con adobe, que se diferencian de las más modernas ya de ladrillo.

## Historia
Durante la Edad Media pertenecía a la Merindad menor de Monzón , Meryndat de Monçon
A la caída del Antiguo Régimen la localidad se constituye en municipio constitucional, conocido entonces como Quintanatello que en el censo de 1842 contaba con 29 hogares y 151 vecinos, para posteriormente integrarse en Olmos de Ojeda.

## Patrimonio
- Iglesia parroquial de la Asunción (siglo XII), Monumento Histórico Artístico, que conserva vestigios románicos, destacando su portada del mediodía y la espadaña.
- Ermita de San Esteban: Ya desaparecida, se conserva su arco toral mozárabe en el Museo Diocesano de Palencia, donde fue trasladado y reconstruido. 
  - Procedente de esta localidad, es originario un capitel mozárabe, de tres coronas de follaje, conservado en el citado museo.
- Villa romana: En el pago "Las Negras" se localizaron vestigios de la existencia de una villa rústica bajo imperial, datada entre los siglos III y V d. C.

## Fiestas patronales
Sus fiestas patronales se celebran los días 15 y 16 de agosto, Nuestra Señora y San Roque.